# John McKenzie (zapaśnik)
John (James) Percival McKenzie (ur. 27 kwietnia 1885, zm. 21 maja 1962) – brytyjski zapaśnik walczący w stylu wolnym. Olimpijczyk z Londynu 1908, gdzie zajął piąte miejsce w wadze lekkiej.

## Letnie Igrzyska Olimpijskie 1908
| Konkurencja        | Rundy eliminacyjne | Rundy eliminacyjne       | Klas. końcowa |
| Konkurencja        | 1/8                | 1/4                      | Miejsce       |
| ------------------ | ------------------ | ------------------------ | ------------- |
| 66,6 kg styl wolny | Wolny los Z        | George MacKenzie (GBR) P | 5.            |